# Эспиноса, Эстебан
Хосе Эстебан Эспиноса Сибаха (исп. José Esteban Espinoza Sibaja; род. 22 ноября 1997, Сан-Хосе, Коста-Рика) — коста-риканский футболист, защитник коста-риканского клуба «Эредиано».

## Клубная карьера
Эстебан Эспиноса начинал свою карьеру футболиста в коста-риканском клубе «Уругвай де Коронадо». 28 января 2015 года он дебютировал в коста-риканской Примере, выйдя на замену во втором тайме домашнего поединка против «Кармелиты». Спустя две недели Эспиноса забил свой первый гол на высшем уровне, сравняв счёт в гостевом матче с «Лимоном».
В середине 2016 года Эстебан Эспиноса перешёл в «Эредиано», но был тут же отдан в аренду «Белену», за который и провёл сезон 2016/17.